# HD 44783
HD 44783，又名BD+08 1316，SAO 113817、HR 2300，是一颗恒星，视星等为6.26，位于銀經201.9，銀緯-1.97，其B1900.0坐标为赤經6h 18m 34.1s，赤緯+8° -1.97′ 13″。